# Mantova Sportiva 1942-1943
Questa pagina raccoglie le informazioni riguardanti il Mantova Sportiva nelle competizioni ufficiali della stagione 1942-1943.

## Stagione
In questa stagione il Mantova si è classificato al terzo posto con 30 punti.

## Rosa
| N. |                   | Ruolo | Calciatore        |
| -- | ----------------- | ----- | ----------------- |
|    | Italia (bandiera) | A     | Enzo Artioli      |
|    | Italia (bandiera) | A     | Bruno Biagini     |
|    | Italia (bandiera) | C     | Antonio Bonesini  |
|    | Italia (bandiera) | C     | Cesana            |
|    | Italia (bandiera) | C     | Fausto Denti      |
|    | Italia (bandiera) | D     | Giovanni Faccioli |
|    | Italia (bandiera) | A     | Ermanno Frattini  |
|    | Italia (bandiera) | D     | Alido Grisanti    |
|    | Italia (bandiera) | D     | Amedeo Grossi     |
|    | Italia (bandiera) | C     | Giordano Malagoli |

| N. |                   | Ruolo | Calciatore         |
| -- | ----------------- | ----- | ------------------ |
|    | Italia (bandiera) | A     | Walter Mantovani   |
|    | Italia (bandiera) | C     | Gianmarco Mezzadri |
|    | Italia (bandiera) | C     | Maggiorino Mongero |
|    | Italia (bandiera) | C     | Giovanni Moroni    |
|    | Italia (bandiera) | A     | L. Orlandi         |
|    | Italia (bandiera) | D     | Eraldo Pezzini     |
|    | Italia (bandiera) | A     | W. Sternieri       |
|    | Italia (bandiera) | P     | Antonio Tricarico  |
|    | Italia (bandiera) | P     | Ennio Vaini        |

## Risultati

### Serie C

#### Girone di andata
| Arbitro: | Carpani (Milano) |

|                                          |           |             |
| Mantovani 35’, 66’, 87’ Orlandi 75’, 80’ | Marcatori | 30’ Zalateu |

| Arbitro: | Autorino (Forlì) |

|             |           |                                           |
| Camuffo 65’ | Marcatori | 6’, 75’ Biagini 17’ Sternieri 67’ Artioli |

| Arbitro: | Magnoni (Milano) |

|               |           |             |
| Mantovani 48’ | Marcatori | 16’ Pastega |

| Arbitro: | Zambotto (Padova) |

|  |           |               |
|  | Marcatori | 57’ Mantovani |

| Arbitro: | Sverzellati (Piacenza) |

|                                              |           |  |
| Sternieri 9’, 87’ Frattini 39’ Mantovani 51’ | Marcatori |  |

| Arbitro: | Piselli (Firenze) |

|                                  |           |                                       |
| Moretto 51’ (rig.) Gualtieri 67’ | Marcatori | 4’ Frattini 20’ Biagini 58’ Sternieri |

| Arbitro: | Venutti (Trieste) |

|                             |           |             |
| Morbioli 38’ Carmignani 63’ | Marcatori | 34’ Biagini |

| Arbitro: | Sevignani (Trento) |

|                   |           |       |
| Sternieri Biagini | Marcatori | Cadei |

| Arbitro: | Da Broj (Forlì) |

|                                               |           |              |
| Ilaro Mantovani 7’ Astorri 34’, 80’ Pavan 55’ | Marcatori | 82’ Frattini |

| Arbitro: | Morielli (Genova) |

|                           |           |  |
| Sternieri 8’ Frattini 32’ | Marcatori |  |

| Arbitro: | Parpaiola (Padova) |

|  |           |               |
|  | Marcatori | 40’ Sternieri |

#### Girone di ritorno
| Arbitro: | Vitali (Treviglio) |

|                         |           |               |
| Marmiroli 52’, 59’, 75’ | Marcatori | 22’ Mantovani |

| Arbitro: | Morielli (Genova) |

|               |           |                            |
| Paparella 72’ | Marcatori | 76’ Sternieri 88’ Frattini |

| Arbitro: | Bellè (Venezia) |

|                      |           |  |
| Pellicari 60’ (rig.) | Marcatori |  |

| Arbitro: | Grattarola (Bologna) |

|                                         |           |  |
| Malagoli 15’ Mantovani 40’ Frattini 73’ | Marcatori |  |

| Arbitro: | Chiti (Desenzano) |

|  |           |                                     |
|  | Marcatori | 14’ Mantovani 37’ Cesana 78’ Moroni |

| Arbitro: | Piglione (Modena) |

|                            |           |               |
| Mantovani 59’ Bonesini 78’ | Marcatori | 38’ Albarello |

| Arbitro: | Bigozzi (Firenze) |

|                     |           |  |
| Malagoli 81’ (rig.) | Marcatori |  |

| Arbitro: | Zambotto (Padova) |

|                        |           |                              |
| Garanzini 14’ Moro 85’ | Marcatori | 39’ 53’ Mantovani 75’ Moroni |

| Arbitro: | Cipriani (Milano) |

|                          |           |                                   |
| Mantovani 24’ Moroni 57’ | Marcatori | 13’ Pavan 51’ Appiani 72’ Badiali |

| Arbitro: | Tassini (Verona) |

|                                        |           |  |
| Galeotti 28’ Nicoletti 51’ Maestri 69’ | Marcatori |  |

| Mantova 14 marzo 1943 22ª giornata | Mantova           | 0 – 0 | Marzotto Valdagno | Stadio Settimio Leoni\| Arbitro: \| Chiti (Desenzano) \| |
| Arbitro:                           | Chiti (Desenzano) |       |                   |                                                          |

## Statistiche

### Statistiche di squadra
| Competizione | Punti | In casa | In casa | In casa | In casa | In casa | In casa | In trasferta | In trasferta | In trasferta | In trasferta | In trasferta | In trasferta | Totale | Totale | Totale | Totale | Totale | Totale | DR  |
| Competizione | Punti | G       | V       | N       | P       | Gf      | Gs      | G            | V            | N            | P            | Gf           | Gs           | G      | V      | N      | P      | Gf     | Gs     | DR  |
| ------------ | ----- | ------- | ------- | ------- | ------- | ------- | ------- | ------------ | ------------ | ------------ | ------------ | ------------ | ------------ | ------ | ------ | ------ | ------ | ------ | ------ | --- |
| Serie C      | ..    | ..      | ..      | .       | .       | ..      | ..      | ..           | .            | .            | .            | ..           | ..           | ..     | ..     | .      | .      | ..     | ..     | +.. |

### Statistiche dei giocatori
| Giocatore  | Serie C  | Serie C |
| Giocatore  | Presenze | Reti    |
| ---------- | -------- | ------- |
| [[.\|. .]] | 0        | 0       |
| [[.\|. .]] | 0        | 0       |
| [[.\|. .]] | 0        | 0       |
| [[.\|. .]] | 0        | 0       |